# Сен Тропе
Сен Тропе (фр. Saint-Tropez, пров. Sant Tropetz) је мала лука у француском департману Вар. Налази се на Азурној обали.
У месту живи око 5.500 људи. Током године, Сен Тропе посети око 5 милиона туриста.
Ово рибарско село се у 19. веку трансформисало у окупљалиште уметника. Од 1950. овде су почели да долазе богаташи, а место је добило имиџ ексклузивности. Имена која се везују за Сен Тропе су Брижит Бардо и глумац Луј де Финес (познат по серији филмова „Жандар из Сен Тропеа“). Сен Тропе је познат по својим клубовима, ресторанима и луци за јахте.

## Уметници и Сен Тропе
У историји модерне уметности Сен Тропе има значајно место. Сликар Пол Сињак је „открио“ ово место препуно светлости и ту довео сликаре попут Матиса, Бонара, Маркеа. Овде се развијало сликарство од поентилизма до Фовизма. Сведочанства о овом времену се чувају у локалном музеју (Musée de l'Annonciade). И данас овде се окупљају и живе уметници.

## Галерија
- Лука
- Стара лука
- Залив близу града
- Сен Тропе - слика Пола Сињака